# Полет 228 на „Саут Африкан Еъруейс“
Полет 228 на „Саут Африкан Еъруейс“ е редовен международен полет от международното летище „Ян Смътс“, Йоханесбург, Южна Африка, до летище „Лондон Хийтроу“, Лондон, Великобритания, с междинни кацания във Виндхук, Луанда, Лас Палмас и Франкфурт на Майн, управляван от „Саут Африкан Еъруейс“. На 20 април 1968 г. новият самолет „Боинг 707-344C“, който изпълнява полета, се разбива в земята скоро след излитане от международно летище Стрийдом, Виндхук, Югозападна Африка (днешна Намибия). В катастрофата загиват 123 от общо 128 пътници и екипаж на борда.
Разследването започва, но е усложнено от факта, че самолетът няма записващо устройство за данни от полета или записващо устройство за глас в пилотската кабина. Официалното разследване заключава, че самолетът и четирите му двигателя са в изправност и основната вина е на капитана и първия офицер, тъй като те „не са успели да поддържат безопасна въздушна скорост и височина и положително изкачване, като не са спазвали летателните инструменти по време на излитане“. Впоследствие производителят също признава липсата на система за предупреждение за близост до земята в своя самолет.
След разследването на този инцидент, както и на редица други, които също включват контролиран полет в терен, Федералната авиационна администрация установява, че система за предупреждение за близост до земята може да помогне за предотвратяване на някои от инцидентите. Поради това са въведени нови разпоредби от февруари 1972 г., които изискват всички турбореактивни самолети да бъдат оборудвани със системата.